# Виторио Ботего
Виторио Ботего (на италиански: Vittorio Bottego) е италиански офицер и пътешественик-изследовател, известен с експедициите си в Етиопия, Еритрея и Сомалия.

## Ранни години и военна кариера (1860 – 1892)
Роден е на 29 юли 1860 година в Парма, Италия, в заможно семейство на лекар. Завършва Италианската Военна академия и става артилерийски офицер.
В средата на 80-те години на ХІХ век, Италия провежда активна колонизаторска дейност в Източна Африка като за тази цел редица италиански изследователи провеждат няколко експедиции в Сомалия, Етиопия и Еритрея. Запленен от мечтата за опознаването на нови страни и народи Ботего, вече капитан, през август 1889 заминава за Асмара в Еритрея, тогава вече италианска колония. Следващите две години участва в различни военни походи по крайбрежието на Червено море, пустинята Данакил и падината Асал. По време на тези походи, освен ежедневните си военни задължения Ботего започва да събира екземпляри от флората и фауната на посетените райони, които изпраща периодично в Природонаучния музей в Парма.

## Изследователска дейност (1892 – 1897)

### Експедиция в Източна Етиопия и Сомалия (1892 – 1893)
В началото на 1892 г., Ботего възглавява голяма военна експедиция в Източна Етиопия, по време на която прави няколко значителни открития в релефа и хидрографията на района, и която му донася значително признание.
От Бербера в Северна Сомалия тръгва на юг-югозапад и достига до река Уаби Шебели при Ими (6°27′ с. ш. 42°08′ и. д. / 6.45° с. ш. 42.133333° и. д.). На югозапад от Ими открива планината Аудо, които са вододел между реките Уаби Шебели и Джуба. На югозапад от Аудо открива река Уойб, която е северен приток на Джуба. Оттам тръгва на запад и открива река Генале (средна съставяща на Джуба) и изследва най-горното ѝ течение, а на юг нея открива река Дауа (южен приток на Джуба). Връща се обратно до река Генале, спуска се по нея до сливането на трите реки – Уойб, Генале и Дауа, и продължава надолу по Джуба до Бардера (2º 20` с.ш.), оттам завива на югоизток и през 1893 достига до Индийския океан при Брава. В горното течение на река Дауа Ботего разделя отряда на две групи, като групата водена от капитан Матю Гриксони проследява и картира почти цялото течение на Дауа. По този начин, само за една година е открита и картирана, основно на базата на непосредствени геодезически измервания, цялата хидрографска система на река Джуба нагоре от Бардера. Този успех обаче, който издига Ботего в списъка на известните изследователи на Африка, струва живота почти на две трети от състава на експедицията, убити в многочислените сражения с местните племена, удавили се при преминаването на буйни реки или загинали от глад.

### Експедиция в Южна Етиопия (1895 – 1897)
След кратко пребиваване в Италия, по време на което Ботего написва първата и единствената си книга „Giuba esplorato“ (Рим, 1895), касаеща интересното му пътешествие в Източна Етиопия и Сомалия, започва да организира втора експедиция – в Южна Етиопия. Този път експедицията е цивилна и е спонсорирана от Италианското географско дружество и от капитан Матю Гриксони, който отново лично участва в нея. Целта на новата експедиция е окончателното разрешаване на проблема с река Омо – от къде извира, къде тече и къде се влива.
В края на 1895 от Брава експедицията тръгва на северозапад. От Луг-Ганана (3°40′ с. ш. 42°35′ и. д. / 3.666667° с. ш. 42.583333° и. д.) се изкачва по Джуба и по южната съставяща я Дауа до горното ѝ течение и на запад от нея италианците са първите европейци, които посещават езерото Абая. Изследват цялото му крайбрежие и откриват, че се оттича на юг в езерото Чамо и не е свързано с разположените на североизток група езера (Аваса, Шала, Абията, Лангано и Звай). От него тръгва на запад-югозапад и достига до река Омо на около 5º 30` с.ш. и проследява течението ѝ на юг до езерото Туркана (Рудолф). От него продължава на северозапад покрай югозападните склонове на Етиопската планинска земя и открива и изследва горното течение на река Акобо, най-голям десен приток на река Пибор, която е лява съставяща на Собат (десен приток на Бахр ел Абияд – Бели Нил). От Акобо се придвижва на север до река Баро (дясна съставяща на Собат) и изследва вододела между реките Баро и Дабус – ляв приток на Абай (Сини Нил).
Около река Баро на 17 март 1897 година експедицията, състояща се от 86 души, е атакувана от около 1000 души от местното население и в разразилото се неравно сражение Ботего е смъртоносно ранен в гърдите и главата и умира. Няколко от оцелелите италианци (Л. Ванутели и Ч. Читерни) дълго време прекарват в плен, но накрая са освободени и след като се завръщат в Италия, описват това пътешествие в книгата „Омо“ (Милано, 1899).